# Mysteria cylindripennis
Mysteria cylindripennis é uma espécie de coleóptero da tribo Mysteriini (Anoplodermatinae). Que se distribue pela Argentina, Brasil, Paraguai e Uruguai.